# فيليب سلفادور
فيليب سلفادور هو ممثل فلبيني، ولد في 22 أغسطس 1953 في الفلبين. من الجوائز التي نالها جائزة فاماس ‏.

## جوائز
- جائزة فاماس [الإنجليزية]‏

## وصلات خارجية
- فيليب سلفادور على موقع IMDb (الإنجليزية)
- فيليب سلفادور على موقع أول موفي (الإنجليزية)
- فيليب سلفادور على موقع قاعدة بيانات الأفلام السويدية (السويدية)
- فيليب سلفادور على موقع قاعدة بيانات الفيلم (الإنجليزية)